# Leptotes durrelli
Leptotes durrelli is een vlinder uit de familie van de Lycaenidae. Deze soort is voor het eerst wetenschappelijk beschreven door Zdenek Faltýnek Fric, Tomasz Wilhelm Pyrcz en Martin Wiemers in een publicatie uit 2019.
De soort komt voor in Madagaskar, Réunion en Mauritius.